# María Mutola
María de Lurdes Mutola (Maputo, 27 de octubre de 1972) es una atleta mozambiqueña especialista en la prueba de 800 metros.
Fue campeona olímpica en los Juegos de Sídney 2000, campeona mundial en 11 ocasiones de la prueba de 800 metros y ganadora de los Juegos de la Commonwealth.

## Biografía

### Inicios
Su padre era empleado del ferrocarril y su madre trabajaba de vendedora. En su adolescencia era una buena jugadora de fútbol, y siempre jugaba con chicos ya que donde vivía no existían equipos de chicas.
Comenzó en el atletismo en 1988. Su primer entrenador fue Stelio Craveirinha, un antiguo saltador de longitud e hijo del famoso escritor mozambiqueño José Craveirinha.
Después de solo unos meses de entrenamiento, logró una medalla de plata en los 800 metros de los Campeonatos de África disputados en Annaba, solo por detrás de la argelina y futura campeona olímpica de 1.500 m Hassiba Boulmerka. Poco después participó en los Juegos Olímpicos de Seúl 1988, donde pese a hacer su mejor marca personal con 2:04,36 no logró pasar de la primera ronda clasificatoria. Tenía solo 15 años y era una de las participantes más jóvenes de los Juegos.
En 1990 consiguió sus primeras victorias importantes, proclamándose en El Cairo campeona de África tanto en 800 como en 1.500 metros. Puesto que en su país no tenía demasiados medios para entrenarse y tampoco rivales a su nivel, en 1991 se marchó a Oregón, en Estados Unidos, para estudiar y entrenar gracias a un programa de solidaridad patrocionado por el Comité Olímpico Internacional.
En Estados Unidos entró en contacto con Margo Jennings, que sería su entrenadora durante más de una década y con la que llegaría a conseguir sus mayores éxitos. Mutola pasó largas temporadas en Sudáfrica compartiendo entrenamientos junto a otras atletas de primer nivel como la británica Kelly Holmes, gran amiga y rival suya.
La competición que la dio a conocer internacionalmente fueron los Campeonatos del Mundo al aire libre de Tokio 1991, donde consiguió el 4º puesto en los 800 metros con un tiempo de 1:57,63 que era su mejor marca personal.
En los Juegos Olímpicos de Barcelona 1992 había ciertas expectativas de que lograra ganar la primera medalla olímpica en la historia de su país. Aunque se clasificó para la final e hizo una buena carrera, batiendo su mejor marca personal con 1:57,49 solo pudo terminar en 5ª posición. En esos mismos Juegos también se clasificó para la final de los 1.500 metros, terminando en 9.ª posición.
En ese año obtuvo la victoria en la Copa del Mundo de La Habana, y también fue la única atleta que consiguió vencer durante el año a la campeona olímpica Ellen van Langen, que ganó 10 de las 11 pruebas de que disputó.

### Campeona del mundo
A partir de 1993 María Mutola se convirtió durante varios años en la gran dominadora de los 800 metros a nivel mundial. Ese año se proclamó campeona del mundo tanto al aire libre (en Stuttgart) como en pista cubierta (en Toronto), y lideró además el ranking mundial del año con 1:55,43 hechos precisamente en la final de Stuttgart, donde ganó con una ventaja de más de dos segundos, la mayor en la historia de los mundiales en esta prueba.
El 17 de agosto de 1994 en la Reunión Weltklasse de Zúrich realizó la que sería la mejor marca de su vida en los 800 m con 1:55,19. Era la séptima mejor marca mundial de todos los tiempos.
En 1995 revalidó en Barcelona el título mundial en pista cubierta. Era también la gran favorita para ganar en Gotemburgo el título mundial al aire libre. Sin embargo fue descalificada en las semifinales por pisar la línea interior de su calle.
El 28 de agosto de ese año, en el Memorial Ivo van Damme de Bruselas, estableció un nuevo récord mundial en la prueba de 1000 metros con 2:29,34 convirtiéndose en la primera mujer en bajar de la barrera de los 2:30
Tras varios años de dominio, sufrió una cierta decepción en los Juegos Olímpicos de Atlanta 1996. No había perdido ni una sola final de 800 metros desde hacía cuatro años. Sin embargo en la final olímpica de Atlanta se tuvo que conformar con la medalla de bronce, tras la rusa Svetlana Masterkova y la cubana Ana Fidelia Quirós Moret. Además ese mismo año perdía su récord mundial de los 1000 metros a manos de Masterkova, que hizo 2:28,98 min en Bruselas poco después de los Juegos.
En 1997 obtuvo en París su tercer título mundial consecutivo en pista cubierta pese a no llegar en las mejores condiciones, ya que poco tiempo antes su padre había muerto en un accidente de coche. Mutola llevó un lazo negro y le dedicó la victoria a su padre.
Ya en el verano, logró la medalla de bronce en los Campeonatos del Mundo al aire libre de Atenas, por detrás de la cubana Ana Fidelia Quirós y de la rusa Yelena Afanasieva.
En 1998 volvió a ser la gran dominadora de su prueba, acercándose a su mejor marca personal con 1:56,11 en Zúrich, y logrando la victoria en las tres competiciones más importantes del año: los Juegos de la Commonwealth de Kuala Lumpur, la Copa del Mundo de Johannesburgo y los Goodwill Games de Nueva York.
En 1999 fue derrotada tanto en los mundiales en pista cubierta de Maebashi como en los mundiales al aire libre de Sevilla, en ambas por la checa Ludmila Formanová, debiendo conformarse Mutola con el segundo puesto. También fue la segunda del ranking mundial del año con 1:56,04 hechos en Zúrich, tras la rusa Masterkova que hizo 1:55,87 en Moscú.

### Campeona olímpica
El momento culminante de su carrera deportiva llegó en los Juegos Olímpicos de Sídney 2000, en lo que era su cuarta participación olímpica. En la final celebrada el 25 de septiembre consiguió alzarse con la medalla de oro con 1:56,15 batiendo a la austriaca Stephanie Graf y a la británica Kelly Holmes. Tras su victoria olímpica regresó a Mozambique convertida en una heroína nacional, con miles de personas recibiéndola en las calles.
Pese a haber conseguido ya el único título que le faltaba, en los años siguientes continuó siendo la mejor del mundo sin discusión. Logró la medalla de oro en los Campeonatos del Mundo al aire libre de Edmonton 2001 y París 2003, así como en los Campeonatos del Mundo en pista cubierta de Lisboa 2001, Birmingham 2003, Budapest 2004 y Moscú 2006. 
De este modo completaba una racha increíble de nueve títulos mundiales en los 800 metros: tres al aire libre y seis en pista cubierta, algo que no ha conseguido ningún otro atleta, hombre o mujer, en la historia.
Además de sus títulos mundiales, en 2002 logró en Mánchester su segunda victoria en los Juegos de la Commonwealth. En 2003 permaneció imbatida y ganó el premio de un millón de dólares que concede la IAAF al atleta que consigue ganar todas las pruebas de la Golden League.
En los Juegos Olímpicos de Atenas 2004 intentó convertirse en la primera mujer en la historia en revalidar el título olímpico en los 800 metros. Aunque no llegó en plenas condiciones físicas debido a una lesión, luchó por la victoria hasta los últimos metros. Iba en primera posición en la recta de llegada, pero acabó siendo superada por tres atletas, y tuvo que confromarse con la 4ª posición final. La medalla de oro correspondió a su amiga y compañera de entrenamientos Kelly Holmes, de Gran Bretaña.
En 2005 las lesiones continuaron impidiéndole rendir a su mejor nivel, siendo batida por rivales a las que en condiciones normales habría ganado sin problemas. En los mundiales de Helsinki, de nuevo se quedó fuera de las medallas, en 4ª posición.
Ese año decidió cambiar de entrenador, dejando a Margo Jennings. En 2006 regresó otra vez en un buen estado de forma, logrando la victoria en los mundiales en pista cubierta de Moscú.
Además de por sus éxitos deportivos, María Mutola se distingue por su activa participación en causas humanitarias de apoyo a los más desfavorecidos. En 2003 fue nombrada Embajadora de las Naciones Unidas para la infancia en una ceremonia celebrada en Maputo.
Ha creado la Fundación Lurdes Mutola, a la que destina parte de sus ganancias, dedicada a la promoción del deporte y la educación entre los jóvenes de su país. También ha colaborado en campañas de vacunación contra la polio y otras enfermedades.
En la ceremonia inaugural de los Juegos Olímpicos de Invierno de Turín 2006, fue una de las ocho deportistas elegidas para portar la bandera olímpica.
María Mutola es una de las principales figuras del atletismo mundial en los últimos años. Aunque no batió el récord mundial de su principal prueba, su palmarés incluye un total de nueve títulos mundiales, uno olímpico, dos de la Commonwealth y cuatro en la Copa del Mundo.

## Resultados

### Competiciones
| Año  | Competición                 | Lugar           | Puesto                      | Marca           |
| ---- | --------------------------- | --------------- | --------------------------- | --------------- |
| 1991 | Campeonato del Mundo        | Tokio           | 4ª en 800 m                 | 1:57,63         |
| 1992 | Juegos Olímpicos            | Barcelona       | 5ª en 800 m                 | 1:57,49         |
| 1992 | Copa del Mundo              | La Habana       | 1ª en 800 m 3ª en 4 x 400 m | 2:00,47 3:31,90 |
| 1993 | Campeonato del Mundo Indoor | Toronto         | 1ª en 800 m                 | 1:57,55         |
| 1993 | Campeonato del Mundo        | Stuttgart       | 1ª en 800 m                 | 1:55,43         |
| 1994 | Goodwill Games              | San Petersburgo | 1ª en 800 m                 | 1:57,63         |
| 1994 | Copa del Mundo              | Londres         | 1ª en 800 m                 | 1:58,27         |
| 1995 | Campeonato del Mundo Indoor | Barcelona       | 1ª en 800 m                 | 1:57,92         |
| 1996 | Juegos Olímpicos            | Atlanta         | 3ª en 800 m                 | 1:58,71         |
| 1997 | Campeonato del Mundo Indoor | París           | 1ª en 800 m                 | 1:58,96         |
| 1997 | Campeonato del Mundo        | Atenas          | 3ª en 800 m                 | 1:57,59         |
| 1998 | Juegos de la Commonwealth   | Kuala Lumpur    | 1ª en 800 m                 | 1:57,60         |
| 1998 | Goodwill Games              | Nueva York      | 1ª en 800 m                 | 1:58,83         |
| 1998 | Copa del Mundo              | Johannesburgo   | 1ª en 800 m                 | 1:59,88         |
| 1999 | Campeonato del Mundo Indoor | Maebashi        | 2ª en 800 m                 | 1:57,17         |
| 1999 | Campeonato del Mundo        | Sevilla         | 2ª en 800 m                 | 1:56,72         |
| 2000 | Juegos Olímpicos            | Sídney          | 1ª en 800 m                 | 1:56,15         |
| 2001 | Campeonato del Mundo Indoor | Lisboa          | 1ª en 800 m                 | 1:59,74         |
| 2001 | Goodwill Games              | Brisbane        | 1ª en 800 m                 | 1:58,76         |
| 2001 | Campeonato del Mundo        | Edmonton        | 1ª en 800 m                 | 1:57,17         |
| 2002 | Juegos de la Commonwealth   | Mánchester      | 1ª en 800 m                 | 1:57,35         |
| 2002 | Copa del Mundo              | Madrid          | 1ª en 800 m                 | 1:58,60         |
| 2003 | Campeonato del Mundo Indoor | Birmingham      | 1ª en 800 m                 | 1:58,94         |
| 2003 | Campeonato del Mundo        | París           | 1ª en 800 m                 | 1:59,89         |
| 2004 | Campeonato del Mundo Indoor | Budapest        | 1ª en 800 m                 | 1:58,50         |
| 2004 | Juegos Olímpicos            | Atenas          | 4ª en 800 m                 | 1:56,51         |
| 2005 | Campeonato del Mundo        | Helsinki        | 4ª en 800 m                 | 1:59,71         |
| 2006 | Campeonato del Mundo Indoor | Moscú           | 1ª en 800 m                 | 1:58,90         |
| 2006 | Juegos de la Commonwealth   | Melbourne       | 3ª en 800 m                 | 1:58,77         |

### Marcas personales
- 400 metros - 51,37 (Montecarlo, 2 Ago 1994)
- 800 metros - 1:55,19 (Zúrich, 17 Ago 1994)
- 1.500 metros - 4:01,50 (Roma, 12 Jul 2002)

## Premios y reconocimientos
- Atleta del año de las noticias de atletismo: 2003[6]
- Premio Cristóbal Gabarrón de Deportes 2008[5]